# Гаркуша Іван Феодосійович
Гарку́ша Іван Феодосійович (*29 квітня 1896, місто Городище — †6 серпня 1970, місто Горки) — білоруський та радянський ґрунтознавець українського походження, професор, академік Академії наук Білоруської РСР.

## Біографія
Народився Іван Феодосійович 29 квітня 1896 року у селянській родині міста Городище, на кутку Покасеве. Через брак коштів на буквар, зошити та одяг до школи піти не зміг, тому змалку займався випасом худоби. Через 3 роки він все ж таки пішов до двокласного училища при Маріїнському цукровому заводі. Його учителькою було Тетяна Ротар, сестра поета Петра Ротара. 1911 року Іван вступає до Мошно-Городищенської нижчої сільськогосподарської школи. 1916 року його призивають на службу, воював на Західному фронті, 1917 року був демобілізований через хворобу. Однак 1919 року йому знову прийшлось йти до армії, тепер вже до Червоної. 1920 року брав участь у штурмі Перекопу, де був важко поранений. Після демобілізації повертається додому, у своїй старій хаті організовує початкову школу.
1922 року Іван Феодосійович переїжджає до Харкова, де працював статистом у Наркомземі УРСР. Там само навчався у вечірній школі і на курсах з підготовки до вступу до вузу. 1925 року за направленням вступає до Херсонського сільськогосподарського інституту на агрономічний факультет. Одночасно з навчанням підробляв на різних місцях, був навіть завідувачем продуктової крамниці при інституті, за відсутності гуртожитків жив з іншими студентами прямо у навчальних аудиторіях. Після закінчення навчання переїхав до Ленінграду, де закінчив аспірантуру у відомого ґрунтознавця Сергія Кравкова, захистив кандидатську дисертацію. З 1933 року працював старшим науковим співробітником Всесоюзного інституту добрив, агротехніки та агроґрунтознавства, потім завідувачем кафедрою ґрунтознавства і рільництва. Одночасно викладав у Ленінградській вищій сільськогосподарській школі.
1940 року виходить у світ перше видання його підручника з ґрунтознавства, яка з часом була перекладена 12 мовами і удостоєна премії імені академіка В. Р. Вільямса (1947 року). Взагалі Іван Гаркуша був автором понад 90 наукових статей, монографій та підручників. 1942 року працював директором ґрунтоагрономічної лабораторії Туркменської філії АН СРСР у Ашгабаті. 1944 року Іван Феодосійович був направлений до Білоруської РСР, де працював спочатку проректором Білоруської сільськогосподарської академії, з 1952 року вже ректором та завідувачем кафедри ґрунтознавства. 1954 року захистив докторську дисертацію і отримує звання професора. За його керівництва було досліджено 1,5 млн га площі ґрунтів Білорусі. 1956 року отримав почесне звання Заслуженого діяча науки БРСР, 1958 року нагороджений орденом Трудового Червоного Прапора, 15 березня 1961 року — орденом Леніна, того ж року отримав звання академіка АН БРСР, 1964 року вдруге нагороджений орденом Леніна. Окрім наукової діяльності Іван Гаркуша був депутатом Верховної Ради БРСР 4, 5 та 6 скликань.
Помер Іван Феодосійович 6 серпня 1970 року, але ще на лікарняному ліжку диктував розділи свого нового підручника «Ґрунтознавство з географією ґрунтів», який видали вже після смерті науковця. 1971 року до рідного Городища приїздили його дружина та син, вони передали для друку до редакції місцевої газети «Колгоспні лани» фрагменти задуманої ним автобіографії. Його донька також стала науковцем і працювала в Одеському селекційно-генетичному НДІ. На корпусі № 10 Білоруської сільськогосподарської академії 1994 року була встановлена меморіальна дошка.